# Craigie Hall

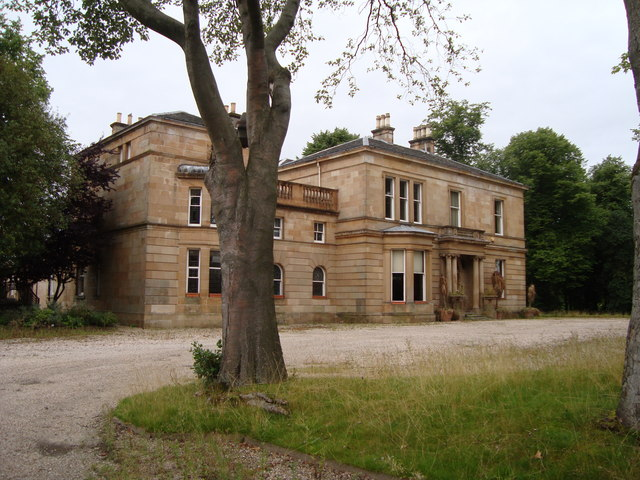
Craigie Hall

Craigie Hall, auch Craigiehall geschrieben, ist eine Villa in der schottischen Stadt Glasgow. 1978 wurde das Bauwerk in die schottischen Denkmallisten in der höchsten Denkmalkategorie A aufgenommen.

## Geschichte
Die Villa wurde 1872 fertiggestellt. Bauherr war Joseph McLean, welcher den schottischen Architekten John Honeyman mit der Gestaltung beauftragte. Die Gesamtkosten beliefen sich auf 9753 £. Um 1892 veranlasste der neue Eigentümer John Mason eine Überarbeitung des Innenraums. Anhand der Details wird die Ausgestaltung Charles Rennie Mackintosh zugeschrieben, der zu dieser Zeit als Lehrling in dem beauftragten Architekturbüro Honeyman & Keppie tätig war. Die Arbeiten schlugen mit 2719 £ zu Buche. Die 565 £ betragende Umgestaltung des Musikzimmers 1898 wurde gesichert von Macintosh ausgeführt. Auch für die Ergänzungen im Jahre 1908 zeichnet er verantwortlich. Im Jahre 1980 wurde Craigie Hall restauriert.
Seit Fertigstellung wurde die Villa in vier Büchern thematisiert.

## Beschreibung
Craigie Hall liegt an der Rowan Road im südwestlichen Glasgower Bezirk Bellahouston. Die zweistöckige Villa ist im Stile der Neorenaissance gestaltet. Der Eingangsbereich ist mit gepaarten ionischen Säulen gestaltet, die einen Balkon mit steinerner Balustrade tragen. Das Rundbogenportal schließt mit einem ornamentierten Schlussstein und flankierenden Okuli. Links verbindet ein flacherer Flügel das Hauptgebäude mit dem Bedienstetenflügel. Die Gebäuderückseite gleicht der nordexponierten Frontseite, ist jedoch mit kleinen ionischen und korinthischen Säulen gearbeitet.
Der Innenraum ist reich im typischen Stile Macintoshs ausgestaltet. Hierzu zählen marmorne korinthische Säulen und detaillierte Holzarbeiten aus Mahagoni. Hervorzuheben sind die ornamentierten Architrave und die floralen Friese im Jugendstil.